# 鈴木重朝
鈴木重朝（日语：／ Suzuki Shigetomo，1561年—1623年）日本戰國時代至江戶時代前期武將。水戶藩藩士。雜賀眾傭兵集團鈴木佐大夫（重意）三子。兄長有鈴木重兼和鈴木重秀。養子是水戶藩的鈴木重義。

## 生平
重朝在石山合戰中站在本願寺一方和父親兄長共同與信長戰鬥。天正13年（1585年）秀吉對紀伊發動攻勢，雜賀眾滅亡。重朝出仕豐臣秀長，後成為秀吉家臣，領有1萬石。天正18年（1590年）小田原征伐時，參戰忍城攻略，在文祿之役時負責留守肥前名護屋城。
慶長5年（1600年）關原之戰加入西軍，於伏見城之戰中擊殺死守的東軍將領鳥居元忠。
戰後成為浪人，後來出仕伊達政宗，經過政宗介紹而以3000石成為德川家康的直屬家臣。之後是水戶藩初代藩主德川賴房的旗本。元和9年（1623年）死去，終年63歲。兒子重次繼任家督，由於重次沒有兒子，於是迎來賴房的第11子為婿養子，名為重義。寬文4年（1664年）重次亡故。主君賴房以鈴木重義來延續鈴木氏。